# Coxina hadenoides
Coxina hadenoides là một loài bướm đêm trong họ Erebidae.